# Раде Томић
Раде Томић (Папратна, код Књажевца, 9. јун 1934 – Нови Сад, 29. јануар 1985) био је песник и новинар.

## Биографија
Родио се у Папратни, на обронцима Старе планине, као треће дете у породици Милана и Станице Томић. Прва четири разреда основне школе завршио је у родном селу. По одлуци среских власти, уписује те и завршава Нижу пољопривредну школу у Зајечару (1945 – 1948), а Средњу пољопривредну школу учи у Гњилану и Приштини (1948 – 1951). Након завршетка, запошљава се на пољопривредном добру у Панчевачком Риту. Затим ради у Новом Бечеју, Куману и Зрењанину. Војни рок служи 1956 – 1958. године. Боравио је током свог кратког живота у Аустрији, Немачкој, Данској, Мађарској и Француској.
Прву песму објавио је у листу „Зрењанин“ 1951. године. Затим објављује у листовима и часописима: Летопису Матице српске, „Пољима“, „Књижевној речи“, „Делу“, „Градини“, НИН-у, „Телеграму“ у Загребу и другим. Са Славкаом Алмажаном и Дамјаном Малешевим, у Новом Саду покреће књижевни часопис „Поезија“ који ће излазити 1968. и 1969. године. Убрзо прелази у статус слободног уметника и дуже време борави у Француској. Са супругом Миреј Робен преводи савремене француске песнике. Његова поезија превођена је на француски, енглески, руски, мађарски, румунски, словачки, македонски и албански језик. Почетком осамдестих година за Телевизију Нови Сад снимио је једносатну документарну емисију о себи и свом родном крају. Уметничка академија Исток из Књажевца, 2007. године, установила је награду за песнички рукопис с именом Радета Томића.

## Књиге песама
- За сутра увече, Матица српска, 1966,
- Треће око, Културни центар, Нови Сад, 1969,
- Вулкан, мој брат, Раднички универзитет „Радивој Ћирпанов“, Нови Сад, 1976,
- Чари Новог Сада, Матица српска, Нови Сад, 1972,
- За звуком, Књижевна заједница Новог Сада, 1986,

## Превод поезије
- Nous avons donc existé, превод на француски Mireille Robin, Balma : n&b. 1996.  978-2-911241-08-6.  54249996

## Награде
- Бранкова награда, 1966.